# Genelec

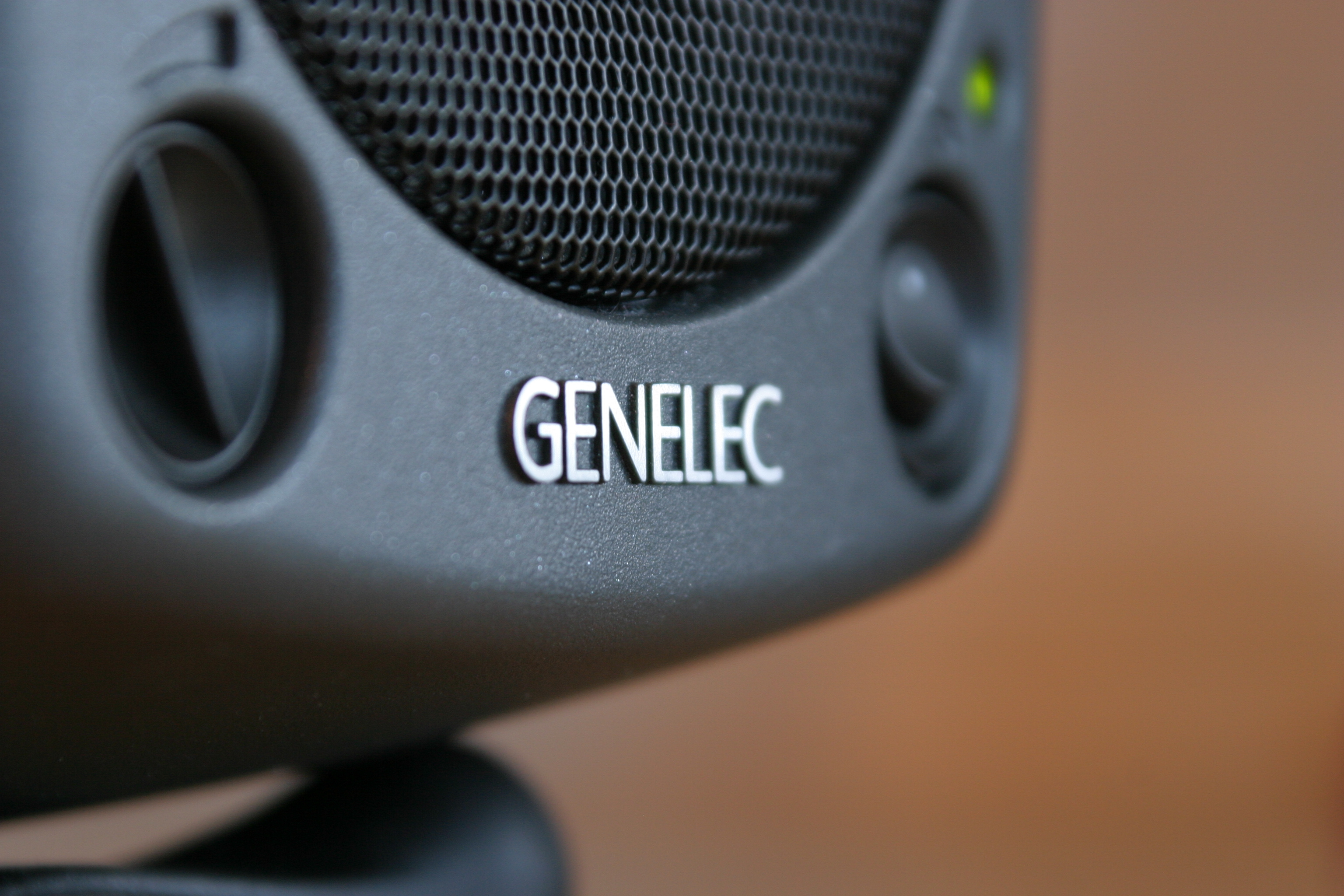
Aktywny monitor studyjny Genelec 8030A

Genelec – fińskie przedsiębiorstwo produkujące głośniki, utworzone w 1978 roku. Jego siedziba znajduje się w Iisalmi.
Głośniki przedsiębiorstwa otrzymały referencje między innymi od: producenta Andy’ego Barlowa, aktora i wokalisty Abrahama Mateo, duetu DJ-ów Blasterjaxx, zespołu Dead by April, inżyniera dźwięku i producenta Fabrizio Simoncioniego, radio RMF FM, DJ-a i producenta Hardwella. W latach 1993–2018 przedsiębiorstwo otrzymało kilkadziesiąt nagród.